# Pfahl in meinem Fleisch
Pfahl in meinem Fleisch (jap. 薔薇の葬列, Bara no Sōretsu, dt. „Trauerzug der Rosen“) ist ein japanischer Spielfilm von Toshio Matsumoto aus dem Jahr 1969.

## Handlung
Der Film ist eine Uminterpretation der Ödipus-Sage. Die Transvestiten Eddie und Leda buhlen um die Gunst des Nachtclubbesitzers und Dealers Gonda, der sich schließlich für Eddie entscheidet. Leda begeht Selbstmord. Eddie sehnt sich gleichzeitig nach ihrem Vater, der früh die Familie verlassen hatte. Sie ermordet ihre Mutter und deren Liebhaber um später festzustellen, dass ihr Liebhaber Gonda ihr Vater ist, der sich, als er dies herausfindet, umbringt. Eddie sticht sich, wie Ödipus, die Augen aus.

## Stil
Der Film ist in schwarz-weiß gedreht und spielt in der Schwulenszene von Tokio. Er hat keine lineare Handlung und spielt mit zahlreichen Verfremdungseffekten. Es finden sich Rückblenden, Szenen werden wiederholt und erklären sich erst später. Es gibt diverse Interviews mit Transvestiten, die in den Film eingebaut sind. Eine Liebesszene zeigt zunächst in Großaufnahme das stöhnende Gesicht von Eddie und zeigt am Ende das ganze Schlafzimmer mitsamt Filmteam.

## Rezeption
„Eine formal überaus fantasie- und anspruchsvolle Produktion, die ihr Thema nicht ausbeutet, sondern in konzentrierter, assoziativ reicher Form eine Abwandlung des Ödipus-Stoffes heranzieht, um das Verhalten der Transvestiten zu erklären.“, schrieb das Lexikon des internationalen Films. Der Evangelische Filmbeobachter gelangt zu folgendem Urteil: „Japanischer Film, der in distanziert-künstlerischer Form und mit dokumentarischer Objektivität das Thema Homosexualität behandelt. Der Handlungsrahmen von der ‚Parodie des Ödipus-Stoffes‘ (Sohn liebt Vater) wirkt in der blutrünstigen Ausführung allerdings mehr wie ein Horror-Spektakel.“